# 금수초등학교
금수초등학교는 대한민국 경상북도 성주군 금수면 성주로 1903(광산리)에 있었던 공립 초등학교이다.

## 연혁
- 1935년 10월 1일 : 금수공립보통학교로 개교
- 1996년 3월 1일 : 금수초등학교로 개칭
- 1999년 3월 1일 : 폐교, 대가초등학교로 통합